# Anolis cusuco
Anolis cusuco – gatunek jaszczurki z rodziny Anolidae. Endemit Hondurasu, krytycznie zagrożony wyginięciem.

## Systematyka
Rodzaj Anolis umieszcza się obecnie w monotypowej rodzinie Anolidae. W przeszłości zaliczano go jednak do dużej rodziny legwanowatych (Iguanidae).

## Rozmieszczenie geograficzne
Jest to gatunek endemiczny o zasięgu występowania obejmującym około 80 km². Jego obecność odnotowano jedynie w Parku Narodowym Cusuco leżącym w górach Sierra de Omoa na północnym zachodzie Hondurasu. Tereny te leżą na wysokościach pomiędzy 1220 i 1935 m n.p.m.

## Zagrożenia i ochrona
W Czerwonej księdze gatunków zagrożonych IUCN Anolis cusuco jest klasyfikowany jako gatunek krytycznie zagrożony (CR, ang. Critically Endangered).
Populacja tego gatunku spada. Zagrożeniem okazuje się dlań pozyskiwanie drewna i przekształcanie terenów zalesionych w obszary rolnicze w strefie buforowej parku narodowego będącego jedynym miejscem życia zwierzęcia.